# Nintendo DS Browser
Nintendo DS Browser – przeglądarka internetowa Opera w wersji na konsolę Nintendo DS, znana również pod nazwą Opera DS. Swoją premierę Nintendo DS Browser miał w Japonii 24 lipca 2006 roku. W Europie nastąpiła ona 6 października 2006. Opera DS ma dwie prawie identyczne wersje. Jedyną różnicą jest zmniejszony kartridż w wersji dla Nintendo DS Lite, dzięki czemu nie wystaje on z obudowy urządzenia.